# 24 februari
24 februari is de 55ste dag van het jaar in de gregoriaanse kalender. Hierna volgen nog 310 dagen (311 dagen in een schrikkeljaar) tot het einde van het jaar.

## Gebeurtenissen
- Algemeen
  - 1378 - Hendrik I van Nassau-Beilstein wordt opgevolgd door zijn zoons Hendrik II en Reinhard.
  - 1582 - Paus Gregorius XIII kondigt de gregoriaanse kalender aan.
  - 1973 - De Nederlandse Vereniging voor Vrijwillige Euthanasie wordt opgericht.
  - 1983 - Necmettin Erbakan, de belangrijkste orthodox-islamitische politicus in Turkije tot de militaire coup van 1980, wordt door een militaire rechtbank in Ankara tot vier jaar gevangenisstraf veroordeeld wegens "activiteiten tegen de seculiere ideologie van de staat".
  - 1992 - Kurt Cobain en Courtney Love trouwen.[1]
  - 1999 - Een vliegtuig van China Southwest Airlines stort neer bij het aanvliegen op Wenzhou vliegveld in het oosten van China, 61 mensen komen om.[2]
- Infrastructuur
  - 1905 - In Zwitserland wordt de Simplontunnel voltooid.
  - 2005 - Vlaams Minister Kris Peeters kondigt aan dat het viaductonderdeel van de Oosterweelverbinding in Antwerpen de naam Lange Wapper krijgt.
- Kunst en cultuur
  - 1989 - Ayatollah Ruhollah Khomeini zet een prijs van $3 miljoen dollar op het hoofd van Salman Rushdie, schrijver van The Satanic Verses.
- Oorlog
  - 1525 - Slag bij Pavia tussen Frans I van Frankrijk en keizer Karel V.
  - 1991 - Begin van operatie Desert Storm, bedoeld om de troepen van Saddam Hoessein uit Koeweit te verdrijven.
  - 2022 - Vladimir Poetin, die een "speciale militaire operatie" aankondigde, valt Oekraïne binnen vanuit tegelijkertijd Rusland, de Krim en Wit-Rusland. Het Westen zal sancties opleggen na deze Russische operatie. Zie ook Russische invasie van Oekraïne in 2022.
- Politiek
  - 1530 - Daadwerkelijke keizerskroning van keizer Karel V door paus Clemens VII (laatste keizerskroning ooit uitgevoerd door een paus)
  - 1848 - Koning Lodewijk Filips I van Frankrijk treedt af.
  - 1848 - Marx en Engels publiceren in Londen hun Communistisch Manifest.
  - 1945 - De Egyptisch premier Ahmed Maher Pasha wordt vermoord in het parlement.
  - 1945 - Syrië en Egypte verklaren de oorlog aan Duitsland.
  - 1946 - Juan Perón wordt gekozen als president van Argentinië.
  - 1948 - Koude Oorlog: De communistische partij neemt de macht over in Tsjecho-Slowakije.
  - 1981 - Buckingham Palace kondigt de verloving aan van Prins Charles en Diana Spencer
  - 1990 - Bij de eerste meerpartijenverkiezingen in de Sovjetrepubliek Litouwen behaalt het Litouwse volksfront Sąjūdis de meerderheid.
  - 2016 - De Boliviaanse president Evo Morales kan een vierde termijn als staatshoofd vergeten. De bevolking wijst de vereiste grondwetswijziging af.
- Religie
  - 303 - Christenvervolgingen: keizer Diocletianus beveelt de vervolging van de christenen. Het christendom wordt officieel verboden in het Romeinse Rijk. Kerken moeten worden afgebroken, bijbels verbrand en rooms gelovigen wordt iedere wettelijke status ontzegd.
  - 484 - Koning Hunerik verklaart de katholieke leer tot ketterij en verbant alle bisschoppen die zich niet tot het arianisme willen bekeren naar Corsica.
- Sport
  - 1910 - Oprichting van de Zweedse voetbalclub Malmö FF.
  - 1924 - Johnny Weissmuller doet de 100 meter zwemmen in 57,4 seconden en vestigt daarmee een wereldrecord.
  - 1979 - Het Nederlands voetbalelftal gaat in Milaan met 3-0 onderuit in het vriendschappelijke duel in en tegen Italië. Adrie van Kraaij speelt zijn zeventiende en laatste interland voor Oranje, terwijl zijn PSV-clubgenoot Huub Stevens debuteert.
  - 2002 - Einde van de Olympische Winterspelen in Salt Lake City, Utah
  - 2006 - Bob de Jong wint tijdens de Olympische Winterspelen in Turijn goud op de 10 km voor Chad Hedrick en Carl Verheijen
  - 2007 - Officiële opening van de Ricoh Arena, een voetbalstadion in Coventry.
  - 2008 - Wielrenner en titelverdediger Levi Leipheimer wint ook de derde editie van de Ronde van Californië.
  - 2024 - Good-old Marianne Vos (36) wint Omloop Het Nieuwsblad.
  - 2025 - Voetbalclub Helmond Sport speelt haar laatste wedstrijd in Stadion De Braak.
- Wetenschap en technologie
  - 1836 - Samuel Colt krijgt een octrooi voor de Colt revolver.
  - 1871 - Charles Darwin publiceert in Londen zijn Descent of Man (De afstamming van de mens).
  - 1938 - De Amerikaanse firma DuPont brengt de eerste tandenborstel gemaakt van nylon op de markt.
  - 1949 - De eerste tweetrapsraket met vloeibare brandstof bereikt in White Sands (Verenigde Staten) een hoogte van 40 kilometer.
  - 1968 - Promovendus Jocelyn Bell maakt met een publicatie in het wetenschappelijk tijdschrift Nature de ontdekking van pulsars bekend. De ontdekking heeft ze samen met haar promotor Anthony Hewish al op 28 november 1967 gedaan.[3][4]
  - 1987 - De universiteit van Toronto ontdekt de meest nabije supernova sinds 1604, toch nog op 160.000 lichtjaren afstand.
  - 2022 - De Curiosity rover ontdekt in de Gale krater op de planeet Mars een minerale formatie die lijkt op een bloem.[5]
  - 2023 - Lancering van een Sojoez 2.1a raket van Roskosmos vanaf Bajkonoer Kosmodroom platform 31/6 met het onbemande Sojoez MS-23 ruimtevaartuig naar het ISS. Het vervangt Sojoez MS-22 dat op 15 december 2022 problemen heeft ondervonden met het koelvloeistofsysteem. Het ruimtevaartuig brengt ruim 400 kg spullen naar het ISS.[6][7]
  - 2023 - Lancering met een Lange Mars 2C raket van China Aerospace Science Corporation (CASC) vanaf lanceerbasis Jiuquan SLS-2 van de Horus 1 missie met een observatiesatelliet van de Egyptische ruimtevaartorganisatie.[8]

## Geboren

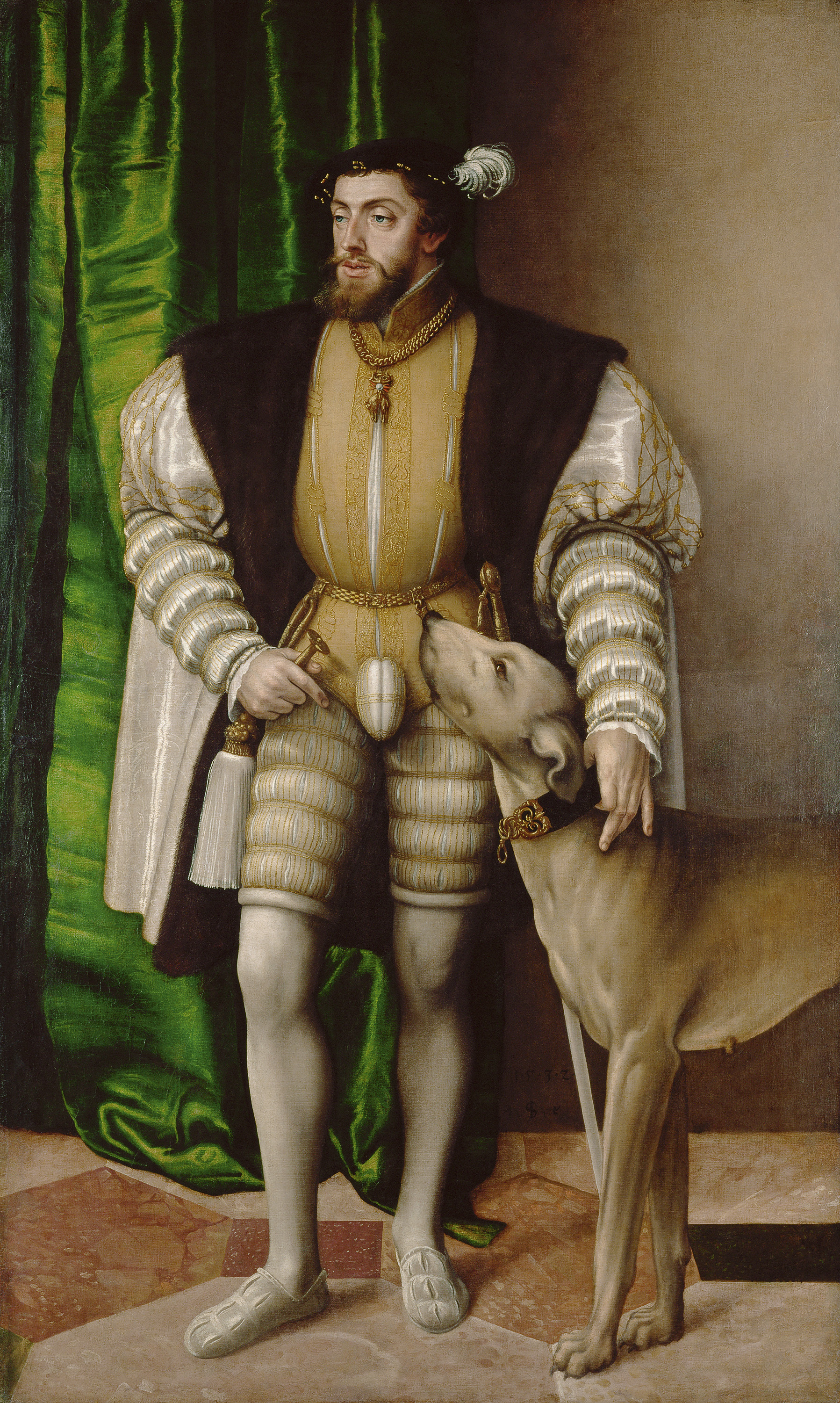
Keizer Karel V
geboren in 1500

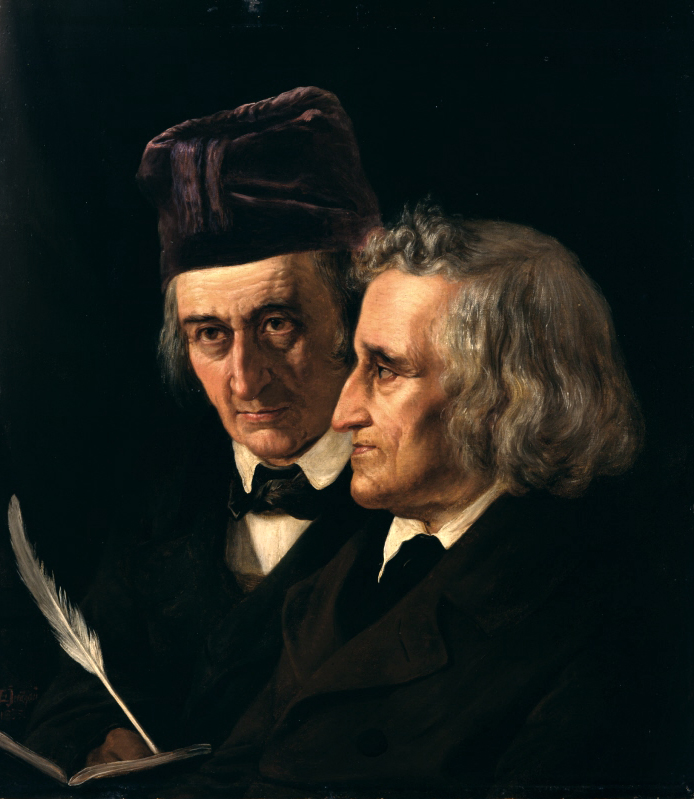
Wilhelm Grimm (links)
geboren in 1786

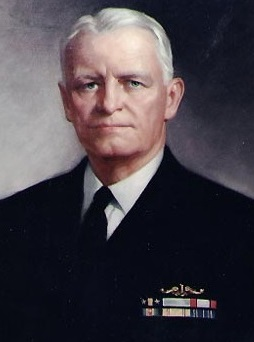
Chester Nimitz
geboren in 1885

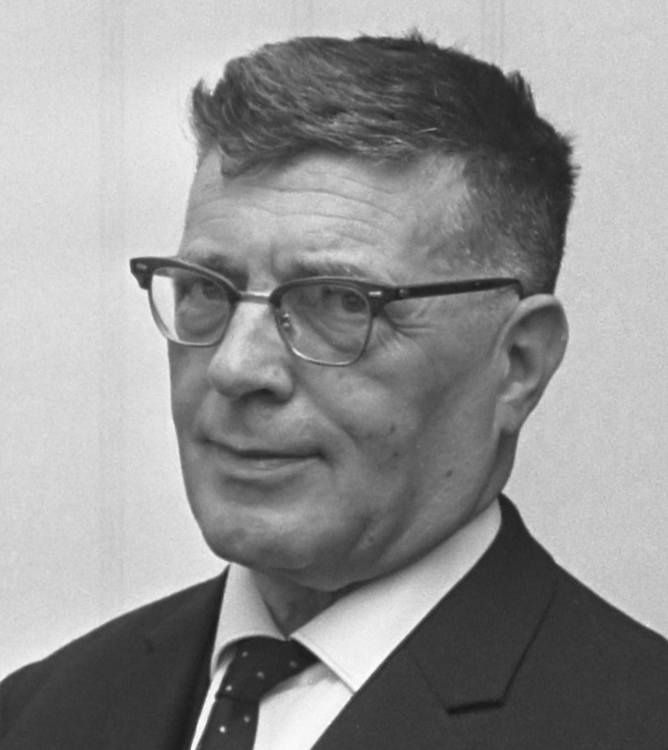
Jacques Presser
geboren in 1899

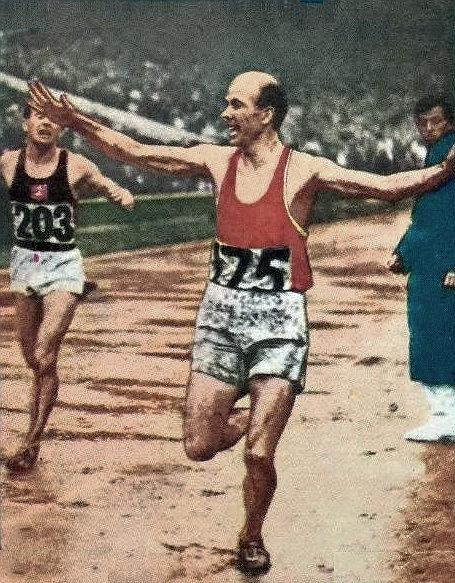
Gaston Reiff
geboren in 1921

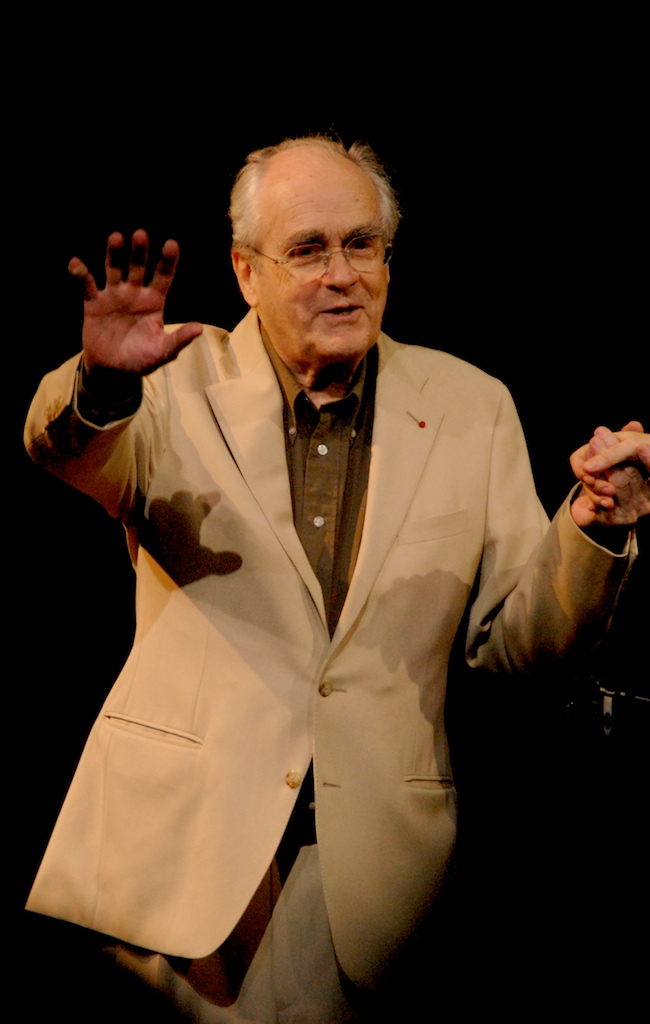
Michel Legrand
geboren in 1932

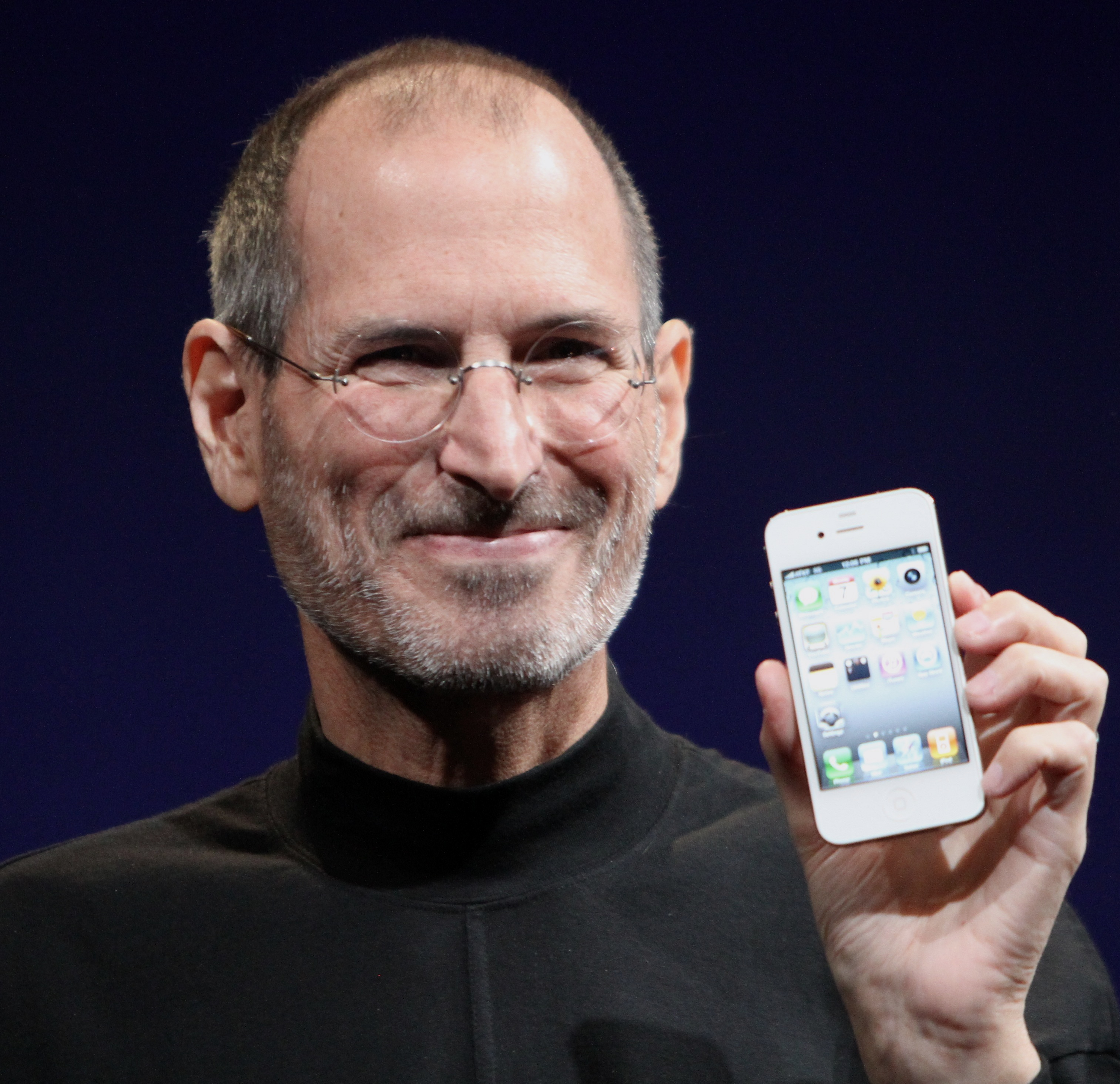
Steve Jobs
geboren in 1955

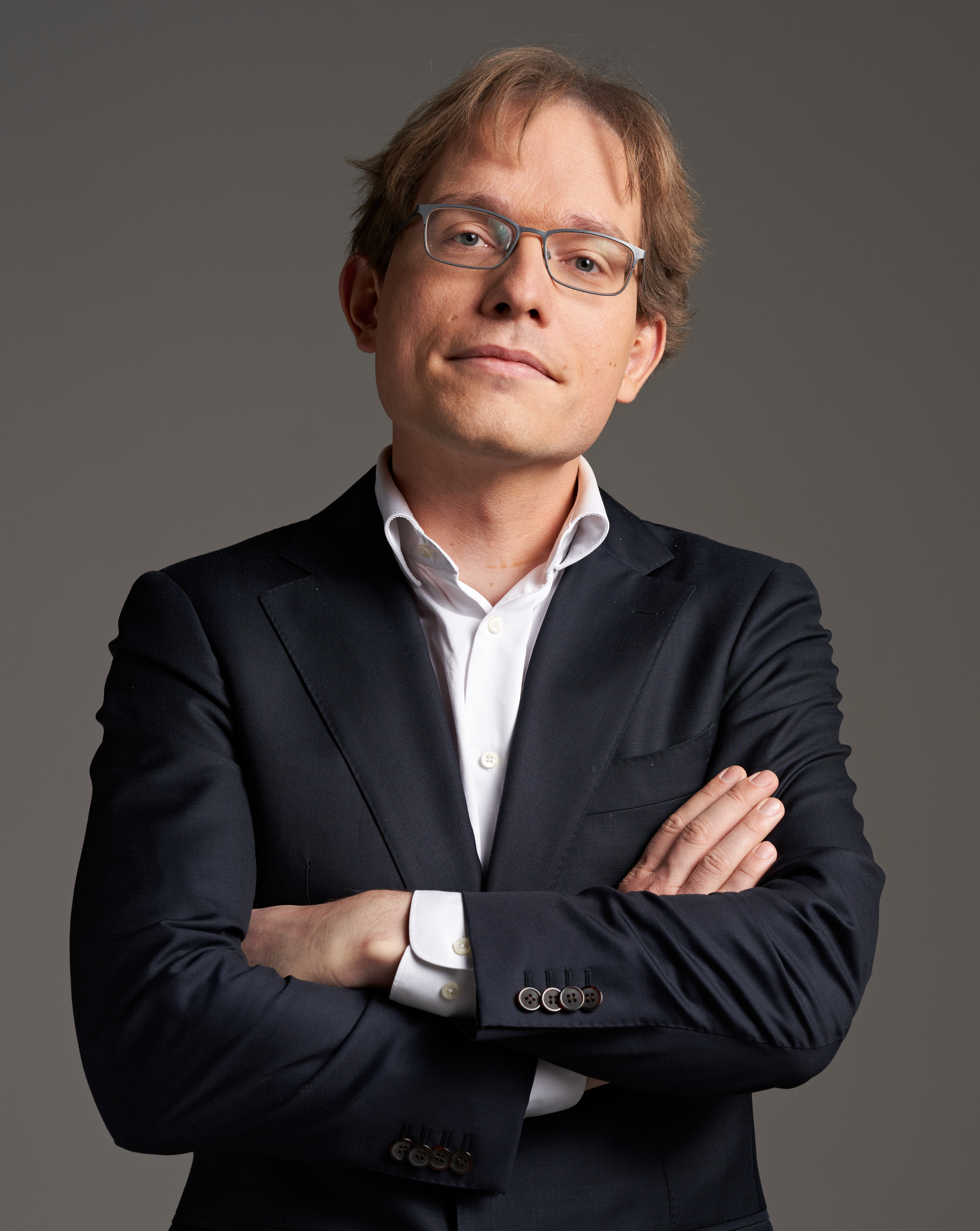
Pepijn van Houwelingen
geboren in 1980

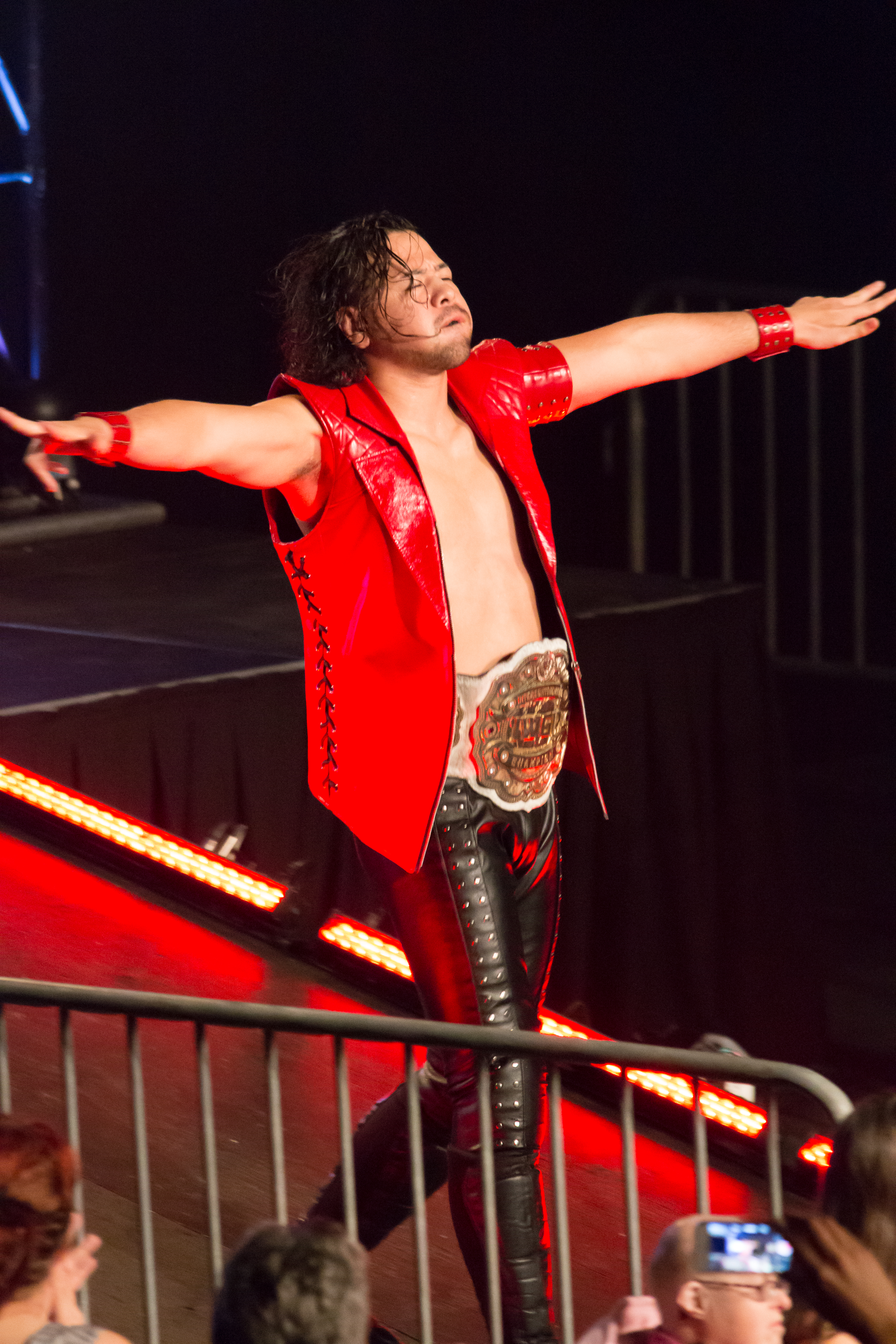
Shinsuke Nakamura
geboren in 1980

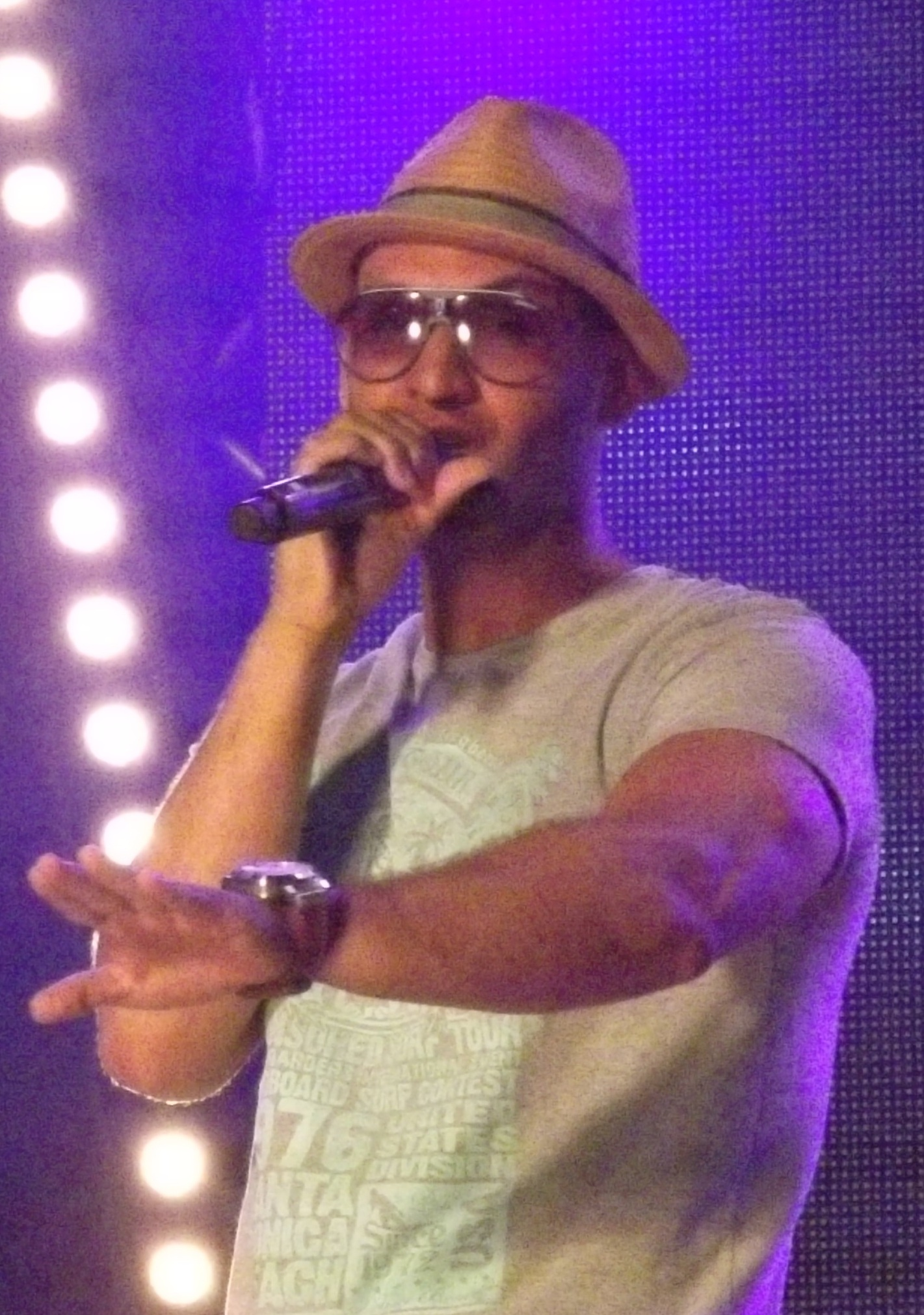
Brahim Attaeb
geboren in 1984

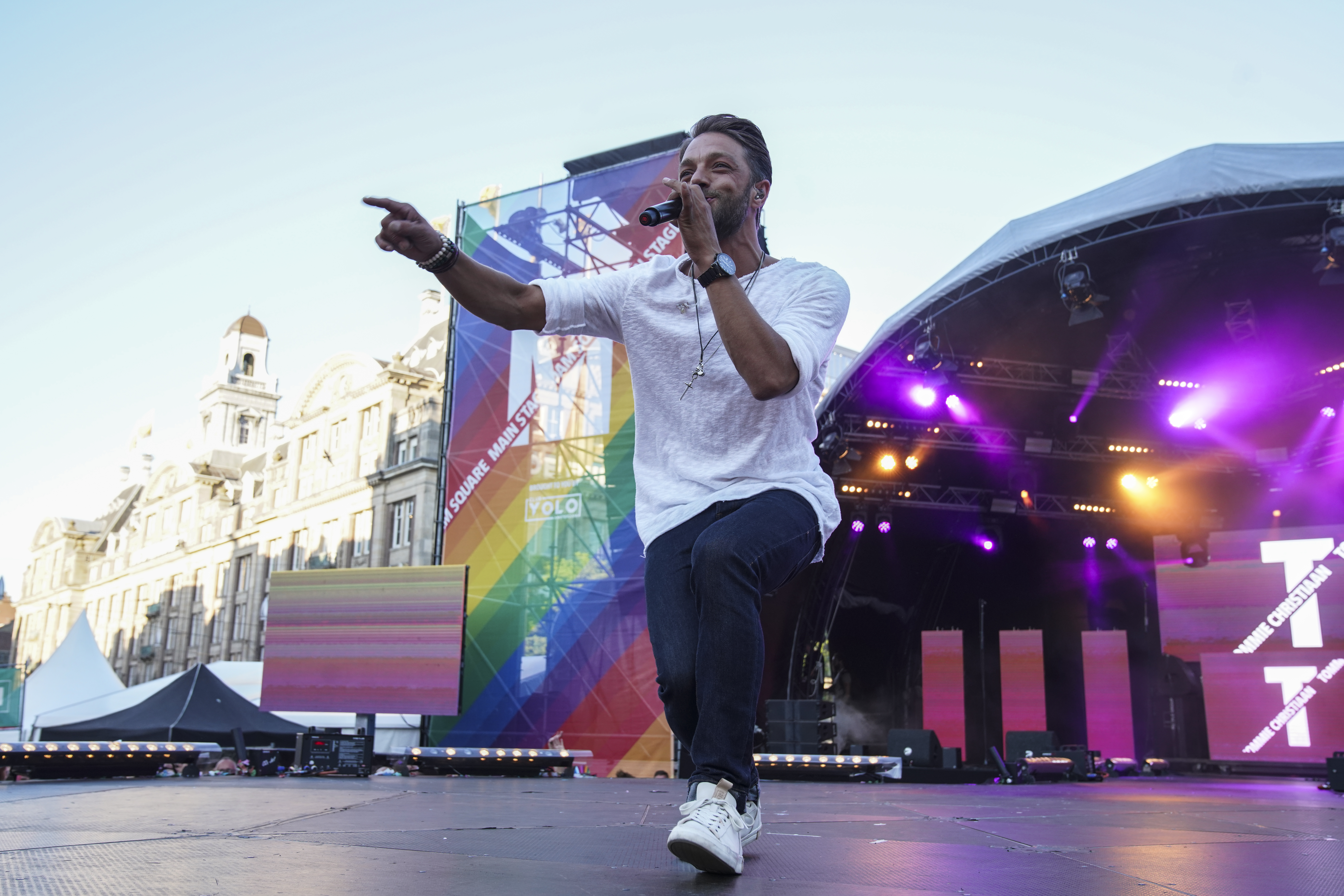
Tommie Christiaan
geboren in 1986

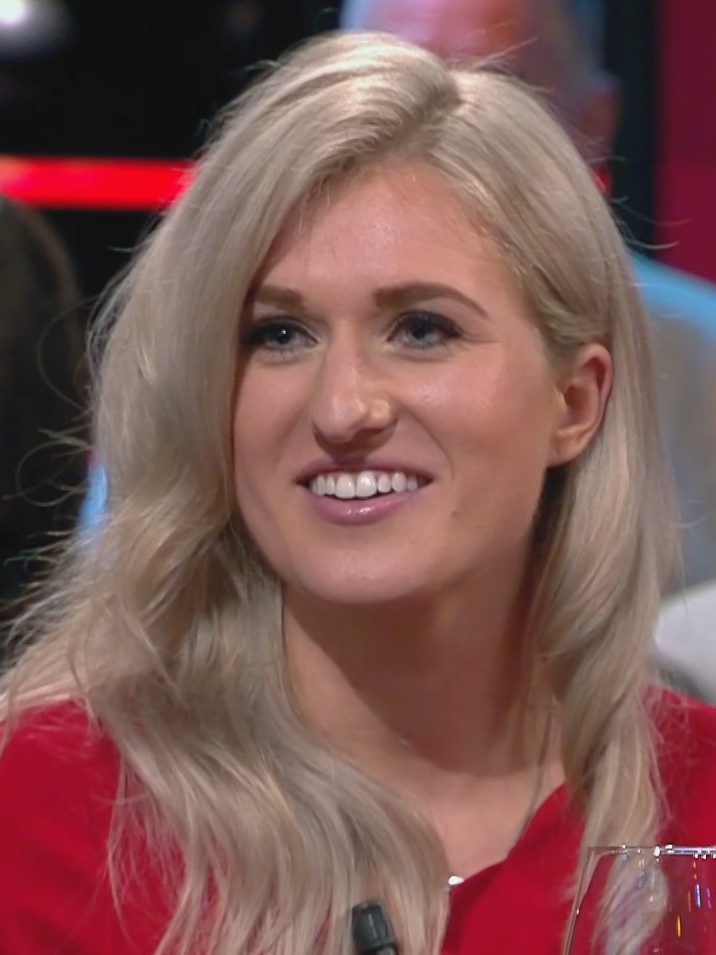
Britt Dekker
geboren in 1992

- 1304 - Ibn Battuta, ontdekkingsreiziger (overleden 1369)
- 1360 - Amadeus VII, graaf van Savoye (overleden 1391)
- 1500 - Keizer Karel V (overleden 1558)
- 1536 - Ippolito Aldobrandini, de latere Paus Clemens VIII (overleden 1605)
- 1583 - Margaretha van Sleeswijk-Holstein-Sonderburg, Deens/Duits hertogin (overleden 1658)
- 1635 - Walraad van Nassau-Usingen, vorst van Nassau-Usingen (overleden 1702)
- 1709 - Jacques de Vaucanson, Frans uitvinder van de robot (overleden 1782)
- 1721 - Jean-Armand de Roquelaure, Frans edelman en geestelijke (overleden 1818)
- 1773 - Ralph Dundas Tindal, Nederlands militair (overleden 1834)
- 1774 - Adolf van Cambridge, hertog van Cambridge (overleden 1850)
- 1777 - Tom Souville, Frans kaper (overleden 1839)
- 1786 - Wilhelm Grimm, sprookjesschrijver (overleden 1859)
- 1826 - Zoé-Laure de Châtillon, Frans kunstenaar (overleden 1908)
- 1826 - Constantijn Theodoor van Lynden van Sandenburg, Nederlands politicus (overleden 1885)
- 1831 - Leo von Caprivi, Duits militair en staatsman (overleden 1899)
- 1836 - Winslow Homer, Amerikaans kunstschilder (overleden 1910)
- 1837 - Rosalía de Castro, schrijfster en dichter (overleden 1885)
- 1842 - Pieter Janszoon Jong, Nederlands zouaaf uit Lutjebroek (overleden 1867)
- 1862 - Edilberto Evangelista, Filipijns generaal (overleden 1897)
- 1866 - Hubert Van Innis, Belgisch boogschutter (overleden 1961)
- 1874 - Gaston-Antoine Rasneur, Belgisch bisschop van Doornik (overleden 1939)
- 1882 - Eugen Freiherr von Lotzbeck. Duits ruiter (overleden 1942)
- 1883 - Amleto Giovanni Cicognani, Italiaans kardinaal (overleden 1973)
- 1885 - Jan Ysbrands Galama, Nederlands Rooms-Katholiek priester (overleden 1942)
- 1885 - Chester Nimitz, Amerikaans admiraal (overleden 1966)
- 1887 - Boris Kostić, Servisch schaker (overleden 1963)
- 1890 - Nico Vijlbrief, Nederlands politicus (overleden 1972)
- 1898 - Alois Podhajsky, Oostenrijks ruiter (overleden 1973)
- 1899 - Jacques Presser, Nederlands historicus, schrijver en dichter (overleden 1970)
- 1902 - Gladys Aylward, Brits protestants zendeling (overleden 1970)
- 1906 - Ludwig Stubbendorf, Duits ruiter (overleden 1941)
- 1908 - Harry Brauner, Roemeens etnomusicoloog en hoogleraar (overleden 1988)
- 1911 - Pierre Van Halteren, Belgisch politicus (overleden 2009)
- 1915 - Wim Hermsen, Nederlands politicus (overleden 1996)
- 1916 - Jaime Sarlanga, Argentijns voetballer (overleden 1956)
- 1917 - Adolf Klasens, Nederlands egyptoloog en museumdirecteur (overleden 1998)
- 1918 - Klaas Kroonenburg, Nederlands burgemeester (overleden 2012)
- 1918 - Jan Retèl, Nederlands acteur (overleden 1984)
- 1919 - Nellie Connally, Amerikaans inzittende van de auto waarin president Kennedy werd vermoord (overleden 2006)
- 1921 - Gaston Reiff, Belgisch atleet (overleden 1992)
- 1921 - Abe Vigoda, Amerikaans acteur (overleden 2016)
- 1922 - Richard Hamilton, popartschilder (overleden 1992)
- 1922 - Steven Hill, Amerikaans acteur (overleden 2016)
- 1924 - Remi De Roo, Canadees bisschop (overleden 2022)
- 1924 - Luc Verbeke, Belgisch schrijver (overleden 2013)
- 1925 - Etel Adnan, Libanees-Syrisch-Amerikaans dichteres, schrijfster en beeldend kunstenares (overleden 2021)
- 1925 - Irma Schuhmacher, Nederlands zwemster (overleden 2014)
- 1926 - Erich Loest, Duits schrijver (overleden 2013)
- 1927 - Rosario Ibarra, Mexicaans feministe, politiek activiste en politica (overleden 2022)
- 1927 - Emmanuelle Riva, Frans actrice (overleden 2017)
- 1927 - Karl-Heinz Spikofski, Duits voetballer (overleden 1998)
- 1929 - Marga Barbu, Roemeens actrice (overleden 2009)
- 1929 - Cock Kerling-Simons, Nederlands burgemeester (overleden 2023)
- 1931 - Dominic Chianese, Amerikaans acteur
- 1931 - Charles Logg, Amerikaans roeier
- 1931 - Uri Orlev, Pools-Israëlisch kinderboekenschrijver (overleden 2022)
- 1932 - Michel Legrand, Frans musicalcomponist, dirigent, pianist en arrangeur (overleden 2019)
- 1932 - John Vernon, Canadees acteur (overleden 2005)
- 1933 - David Newman, Amerikaans tenorsaxofonist (overleden 2009)
- 1933 - Leon Vandaele, Belgisch wielrenner (overleden 2000)
- 1934 - Bettino Craxi, Italiaans politicus (overleden 2000)
- 1934 - Bingu wa Mutharika, president van Malawi (overleden 2012)
- 1934 - Renata Scotto, Italiaans operasopraan en -directrice (overleden 2023)
- 1936 - Jan van Haasteren, Nederlands striptekenaar
- 1936 - Lance Reventlow, Amerikaans autocoureur (overleden 1972)
- 1937 - Jef Jurion, Belgisch voetbaltrainer en oud-voetballer
- 1938 - Cocky Gastelaars, Nederlands zwemster
- 1938 - Phil Knight, Amerikaans oprichter van sportkledingfabrikant Nike
- 1940 - Denis Law, Schots voetballer (overleden 2025)
- 1942 - Cathy Cade, Amerikaanse kunstenares (overleden 2024)
- 1942 - Joe Lieberman, Amerikaans politicus (overleden 2024)
- 1943 - Catherine Cesarsky, Frans astronoom
- 1943 - François Mazet, Frans autocoureur
- 1943 - Pablo Milanés, Cubaans zanger en dichter (overleden 2022)
- 1943 - Herman Pleij, Nederlands literatuurhistoricus
- 1944 - Nicky Hopkins, Engels toetsenist (overleden 1994)
- 1944 - Ivica Račan, Kroatisch politicus (overleden 2007)
- 1946 - Barry Bostwick, Amerikaans acteur
- 1946 - Ratomir Dujković, Joegoslavisch-Kroatisch voetbalcoach
- 1947 - Annie van der Meer, Nederlands langeafstandsloopster
- 1947 - Rupert Holmes, Brits componist
- 1948 - Luis Galván, Argentijns voetballer (overleden 2025)
- 1948 - Walter Smith, Schots voetballer en voetbalcoach (overleden 2021)
- 1948 - Tim Staffell, Brits zanger en basgitarist
- 1950 - George Thorogood, Amerikaans gitarist
- 1951 - Tony Holiday, Duits schlagerzanger en tekstdichter (overleden 1990)
- 1951 - Laimdota Straujuma, Lets econome en politica
- 1952 - Jesús Aguilar Padilla, Mexicaans politicus (overleden 2023)
- 1952 - Camilia Blereau, Belgisch actrice
- 1952 - Jadwiga Rappé, Pools altzangeres (overleden 2025)
- 1953 - Anatoli Kozjemjakin, Sovjet voetballer (overleden 1974)
- 1954 - Plastic Bertrand, Belgisch zanger
- 1954 - Jean Teulère, Frans ruiter
- 1954 - Leon de Winter, Nederlands schrijver, columnist en filmproducent
- 1955 - Steve Jobs, Amerikaans computerondernemer (overleden 2011)
- 1955 - Alain Prost, Frans autocoureur
- 1956 - Sanda Toma, Roemeens roeister
- 1957 - Rafael Gordillo, Spaans voetballer
- 1957 - Tome, Belgisch stripverhaalauteur (overleden 2019)
- 1959 - Nils Johan Semb, Noors voetbaltrainer
- 1959 - Chris Stone, Australisch ondernemer (overleden 2023)
- 1959 - Bea Wiarda, Nederlands atlete
- 1960 - Wim Balm, Nederlands voetballer
- 1961 - Ruud Heus, Nederlands voetballer
- 1962 - Ari Hjelm, Fins voetballer en voetbalcoach
- 1964 - Ute Geweniger, Oost-Duits zwemster
- 1964 - Harry van der Laan, Nederlands voetballer
- 1965 - Hansi Flick, Duits voetballer en voetbalcoach
- 1966 - Risa Hontiveros, Filipijns activist, journalist en politicus
- 1966 - Ben Miller, Brits acteur
- 1966 - Billy Zane, Amerikaans acteur
- 1967 - Sidney Appelboom, Belgisch zwemmer
- 1967 - Brian Schmidt, Australisch astronoom en natuurkundige
- 1968 - David Eugene Edwards, Amerikaans singer-songwriter
- 1968 - John Veldman, Nederlands voetballer
- 1969 - Johan Terryn, Belgisch acteur, radio- en televisiepresentator
- 1970 - Jon Carter, Brits dj
- 1970 - Barbara Stok, Nederlands stripauteur en drummer
- 1970 - Rian Vogels, Nederlands politica en rechter
- 1971 - Karin Kienhuis, Nederlands judoka
- 1971 - Christopher Lutz, Duits schaker
- 1971 - Pedro de la Rosa, Spaans autocoureur
- 1972 - Delilah Asiago, Keniaans atlete
- 1972 - Kurt Wubben, Nederlands schaatser
- 1973 - Grzegorz Gilewski, Pools voetbalscheidsrechter
- 1973 - Indra Hu-Ramdas, Surinaams kinderboekenschrijfster
- 1973 - Sonja Oberem, Duits triatlete en atlete
- 1974 - Takuma Aoki, Japans motorcoureur en autocoureur
- 1974 - Gila Gamliel, Israëlisch vakbondsbestuurder en politica
- 1974 - Beatrice Omwanza, Keniaans atlete
- 1974 - Susan Smit, Nederlands heks, publiciste, schrijfster, columniste en fotomodel
- 1976 - Paulien Cornelisse, Nederlands schrijfster, cabaretiere en programmamaakster
- 1976 - Yuval Noah Harari, Israëlisch historicus, filosoof, futuroloog en transhumanist
- 1976 - Zach Johnson, Amerikaans golfer
- 1976 - Angela de Jong, Nederlands columniste en televisierecensente
- 1976 - Bradley McGee, Australisch wielrenner
- 1976 - Maurice Peek, Nederlands schaker
- 1976 - Marcel Schelbert, Zwitsers atleet
- 1977 - Floyd Mayweather jr., Amerikaans bokser
- 1979 - Christian Ried, Duits autocoureur
- 1980 - Laurence Docherty, Schots-Nederlands hockeyer
- 1980 - Pepijn van Houwelingen, Nederlands politicus (FvD)
- 1980 - Shinsuke Nakamura, Japans worstelaar
- 1980 - Stig Rästa, Estlands zanger
- 1980 - Roman Sloednov, Russisch zwemmer
- 1981 - Lleyton Hewitt, Australisch tennisser
- 1981 - Mauro Rosales, Argentijns voetballer
- 1981 - César Santin, Braziliaans voetballer
- 1982 - Melody Miyuki Ishikawa (Melody.), Japans zangeres
- 1982 - Klára Koukalová, Tsjechisch tennisspeelster
- 1983 - Freek Vonk, Nederlands bioloog en televisiepresentator
- 1984 - Brahim Attaeb, Belgisch zanger
- 1984 - Tom Høgli, Noors voetballer
- 1984 - Clivio Piccione, Monegaskisch autocoureur
- 1984 - Filip Šebo, Slowaaks voetballer
- 1984 - Charlotte Van de Vijver, Belgisch presentatrice en model
- 1985 - William Kvist, Deens voetballer
- 1985 - Eva van de Wijdeven, Nederlands actrice
- 1986 - Milcah Chemos Cheywa, Keniaans atlete
- 1986 - Tommie Christiaan, Nederlands musicalacteur
- 1986 - Sébastien Rouault, Frans zwemmer
- 1987 - Imanol Agirretxe, Spaans voetballer
- 1987 - Tim Claerhout, Belgisch voetballer
- 1987 - Mario Suárez, Spaans voetballer
- 1987 - Troels Vinther, Deens wielrenner
- 1988 - Brittany Bowe, Amerikaans schaatsster
- 1988 - Dwayne Kemp, Nederlands honkballer
- 1989 - Daniel Kaluuya, Brits acteur en scenarioschrijver
- 1990 - Edward Foulkes, Japans darter
- 1990 - Randy Krummenacher, Zwitsers motorcoureur
- 1991 - Tom Gladdis, Brits autocoureur
- 1991 - Melissa Hoskins, Australisch wielrenster (overleden 2023)
- 1991 - Madison Hubbell, Amerikaans kunstschaatsster
- 1991 - Henrik Ingebrigtsen, Noors atleet
- 1991 - Christian Kabasele, Belgisch voetballer
- 1991 - Dar Zuzovsky, Israëlisch model en actrice
- 1992 - Britt Dekker, Nederlands presentatrice en mediapersoonlijkheid
- 1992 - Peter Frenette, Amerikaans schansspringer
- 1992 - Yunus Mallı, Duits-Turks voetballer
- 1993 - Andrea Kneppers, Nederlands zwemster
- 1994 - Maurizio Bormolini, Italiaans snowboarder
- 1994 - Ryan Fraser, Schots voetballer
- 1995 - Luca Ghiotto, Italiaans autocoureur
- 1996 - Andrea Palazzi, Italiaans voetballer
- 1996 - Kira Weidle, Duits alpineskiester
- 1997 - Marvin Dienst, Duits autocoureur
- 1997 - César Montes, Mexicaans voetballer
- 1997 - Meryeta O'Dine, Canadees snowboardster
- 1998 - Remy Gardner, Australisch motorcoureur
- 1998 - Hannes Smolders, Belgisch voetballer
- 1999 - Danilo Al-Saed, Iraaks-Zweeds voetballer
- 1999 - Jorg Vanlierde, Belgisch atleet
- 2000 - Antony (voetballer) (Antony), Braziliaans voetballer
- 2002 - Josie Longhurst, Welsh voetbalster
- 2004 - Rayan Boulahoite, Frans wielrenner
- 2005 - Steffen De Schuyteneer, Belgisch wielrenner

## Overleden

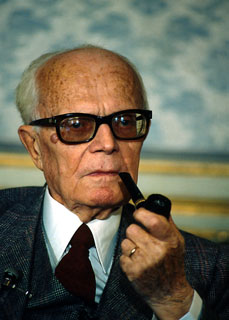
Sandro Pertini
overleden in 1990

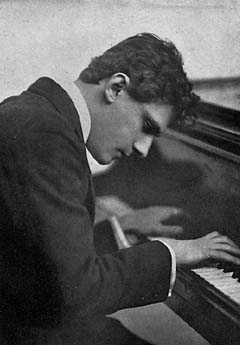
Leo Ornstein
overleden in 2002

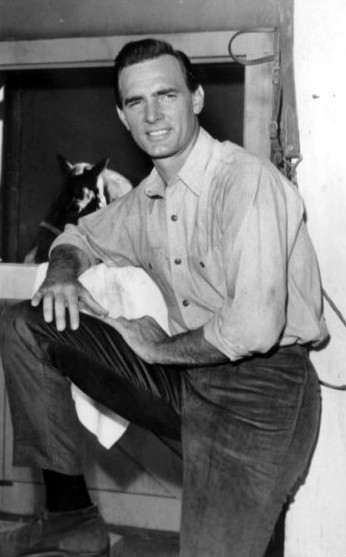
Dennis Weaver
overleden in 2006

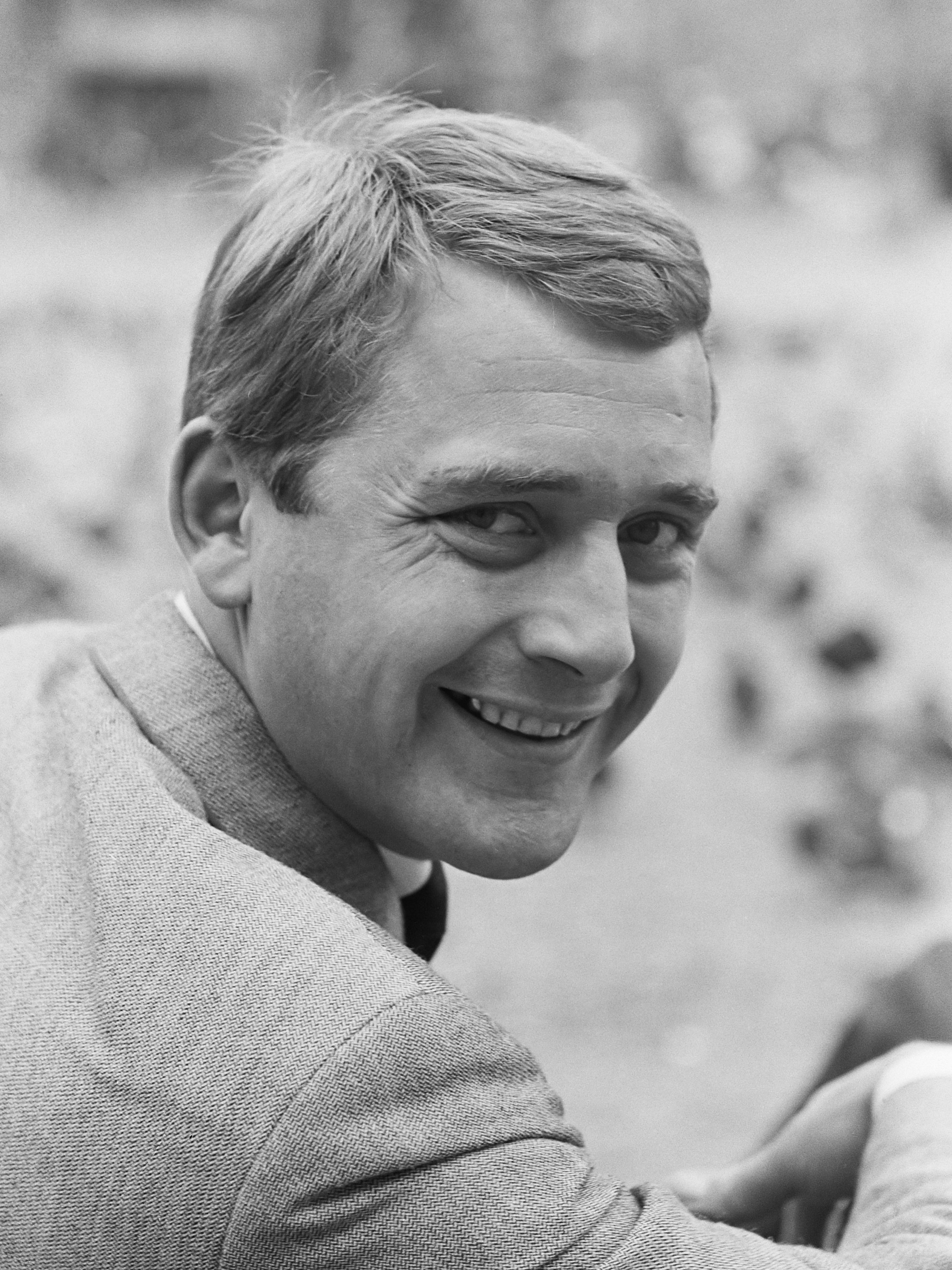
Henk Elsink
overleden in 2017

- 616 - Æthelberht van Kent (~66), koning van Kent
- 1265 - Rogier IV van Foix, graaf van Foix
- 1378 - Hendrik I van Nassau-Beilstein (~70), graaf van Nassau-Beilstein
- 1386 - Karel van Durazzo (~41), koning van Napels en Hongarije
- 1496 - Everhard van Württemberg (50), graaf van Württemberg-Urach
- 1525 - Etienne de Poncher (~79), Frans jurist, diplomaat, zegelbewaarder en prelaat
- 1645 - Filips VII van Waldeck-Wildungen (31), Duits graaf
- 1685 - Charles Howard (55), Engels politicus en militair
- 1714 - Edmund Andros (76), Engels gezagvoerder
- 1806 - Jan Nieuwenhuyzen (82), Nederlands doopsgezind predikant, leraar en de oprichter van de Maatschappij tot Nut van 't Algemeen
- 1815 - Robert Fulton (49), Amerikaans schilder, ingenieur en uitvinder
- 1876 - Jan Pieter Heije (66), Nederlands arts en dichter
- 1876 - Joseph Jenkins Roberts (66), Liberiaans staatsman
- 1881 - Willem Hendrik Dullert (63), Nederlands politicus en Thorbeckiaans Tweede Kamerlid
- 1921 - Hashiguchi Goyō (40), Japans kunstschilder en prentkunstenaar
- 1925 - Hjalmar Branting (64), Zweeds politicus en Nobelprijswinnaar
- 1929 - André Messager (75), Frans componist en dirigent
- 1943 - Helene Stöcker (73), Duits seksueel hervormster, pacifiste, filosofe, publiciste, auteur en radicaal vrouwenrechtenactiviste
- 1955 - Clemente Biondetti (56), Italiaans autocoureur
- 1961 - Herman de By (88), Nederlands zwemmer
- 1961 - Gozewinus van Bronkhorst (83), Nederlands architect
- 1967 - Hugo van Dalen (78), Nederlands pianist, componist en publicist
- 1971 - Albert de Vleeschauwer (74), Belgisch politicus
- 1976 - Ernest Shepard (96), Engels boekillustrator
- 1984 - Frans Halsema (44), Nederlands cabaretier en zanger
- 1985 - Willem van den Hout (69), Nederlands kinderboekenschrijver
- 1986 - Rukmini Devi Arundale (81), Indiaas politica en theosofe
- 1986 - Tommy Douglas (81), Canadees predikant en politicus
- 1988 - Memphis Slim (72), Amerikaans pianist
- 1990 - Arthur Ayrault (55), Amerikaans roeier
- 1990 - Jose Bengzon sr. (91), Filipijns politicus
- 1990 - Malcolm Forbes (70), Amerikaans uitgever
- 1990 - Sandro Pertini (93), zevende president van Italië
- 1990 - Johnnie Ray (63), Amerikaans zanger
- 1993 - Bobby Moore (51), Engels voetballer
- 1996 - Piet Derksen (82), Nederlands zakenman, oprichter van Center Parcs
- 1999 - Catharina Roodzant (102), Nederlands schaakster
- 2001 - Donald Bradman (92), Australisch cricketspeler
- 2001 - Agnel Degadt (85), Belgisch geestelijke
- 2001 - Hedde Boerema (80), Nederlands politicus
- 2001 - Claude Shannon (84), Amerikaans wiskundige en elektronisch ingenieur
- 2002 - Leo Ornstein (106), Amerikaans componist en pianist van Oekraïense afkomst
- 2006 - Dennis Weaver (81), Amerikaans acteur
- 2007 - Bruce Bennett (100), Amerikaans atleet en acteur
- 2007 - Lex van Rossen (57), Nederlands popfotograaf
- 2009 - Svatopluk Havelka (83), Tsjechisch componist
- 2011 - Jozjef Betsa (81), Sovjet-Oekraïens voetballer en trainer
- 2013 - Da Boy Tommy (36), Belgisch diskjockey
- 2013 - Dave Charlton (76), Zuid-Afrikaans autocoureur
- 2014 - Harold Ramis (69), Amerikaans acteur, regisseur en schrijver
- 2015 - Irving Kahn (109), Amerikaans econoom
- 2016 - Peter van de Merwe (74), Nederlands voetbaldoelman
- 2017 - Henk Elsink (81), Nederlands cabaretier
- 2017 - Ren Hang (29), Chinees fotograaf
- 2017 - Vito Ortelli (95), Italiaans wielrenner
- 2018 - Wim Claes (56), Belgisch componist
- 2018 - Oscar Vian Morales (70), Guatemalteeks aartsbisschop
- 2018 - Sridevi (54), Indiaas actrice
- 2019 - Antoine Gizenga (93), Congolees premier
- 2019 - Nico Molhoek (88), Nederlands burgemeester
- 2020 - Clive Cussler (88), Amerikaans schrijver
- 2020 - Katherine Johnson (101), Amerikaans natuurkundige, ruimtewetenschapper en wiskundige
- 2020 - Jan Kowalczyk (78), Pools springruiter
- 2020 - Carel Muller (82), Nederlands psychotherapeut
- 2020 - Baby Peggy (101), Amerikaans actrice
- 2020 - Jahn Teigen (70), Noors zanger
- 2021 - Norbert Joris (94), Belgisch ondernemer en bestuurder
- 2021 - Ronald Pickup (80), Brits acteur
- 2021 - Jan Verbree (80), Nederlands burgemeester
- 2022 - Jan Gomola (80), Pools voetballer
- 2022 - Ivanka Hristova (80), Bulgaars atleet
- 2022 - Sally Kellerman (84), Amerikaans actrice
- 2022 - Kathleen Nord (56), Oost-Duits zwemster
- 2023 - Vic Anciaux (91), Belgisch arts en politicus
- 2023 - Maurizio Costanzo (84), Italiaans televisiepresentator, journalist en scenarioschrijver
- 2024 - Stan Bowles (75), Engels voetballer
- 2024 - Hans Dercksen (91), Nederlands pianist
- 2024 - Ulrik le Fèvre (77), Deens voetballer
- 2024 - Kenneth Mitchell (49), Canadees acteur
- 2024 - Kumar Shahani (83), Indiaas filmregisseur
- 2024 - Henk Tijm (85), Nederlands voetballer
- 2024 - Benoît van Innis (63), Belgisch kunstenaar
- 2025 - Frank Dingenen (74), Belgisch acteur, zanger, scenarioschrijver en presentator
- 2025 - Roberta Flack (88), Amerikaans zangeres
- 2025 - Piet van Katwijk (74), Nederlands wielrenner
- 2025 - Frederik Van Rossum (85), Belgisch componist

## Viering/herdenking

Estland Onafhankelijksdag

- Nationale feestdag van Estland (Onafhankelijkheidsdag)
- Mexico - Vlagdag of Día de la Bandera
- Rooms-katholieke kalender:
  - Heilige Ethelbert van Kent († 616)
  - Heilige Modestus (van Trier) († 489)
  - Heilige Sergius († 304)
  - Heilige Adela († 1137)
  - Zalige Ida van Hohenfels († c. 1195)
  - Zalige Constantius van Fabriano († 1481)
  - Zalige Ameel van Ten Duinen
- Anglicaanse kalender:
  - Heilige Mattias

## Weerextremen

### Nederland
| | Officiële records | Officiële records | Officiële records |      | Landelijke records | Landelijke records | Landelijke records           |
| Gebeurtenis | Jaar              | Extreem           | Locatie           | Jaar | Extreem            | Locatie            |                              |
| --- | ----------------- | ----------------- | ----------------- | ---- | ------------------ | ------------------ | ---------------------------- |
| Laagste etmaalgemiddelde temperatuur (°C) | 1956              | −11,5             | De Bilt           |      | 1963               | −12,3              | Eelde                        |
| Hoogste etmaalgemiddelde temperatuur (°C) | 2021              | 13,7              | De Bilt           |      | 2021               | 15,4               | Woensdrecht                  |
| Laagste minimumtemperatuur (°C) | 1956              | −17,4             | De Bilt           |      | 1956               | −18,9              | Soesterberg                  |
| Hoogste minimumtemperatuur (°C) | 2021              | 8,6               | De Bilt           |      | 2021               | 12,6               | Wijk aan Zee                 |
| Laagste maximumtemperatuur (°C) | 1956              | −5,7              | De Bilt           |      | 1956               | −6,5               | Eelde, Leeuwarden            |
| Hoogste maximumtemperatuur (°C) | 2021              | 18,7              | De Bilt           |      | 2021               | 19,8               | Arcen                        |
| Hoogste uurgemiddelde windsnelheid (m/s) | 1910-1911         | 15,4              | De Bilt           |      | 1997               | 23,0               | Vlieland                     |
| Hoogste windstoot (m/s) | 1997              | 23,0              | De Bilt           |      | 1997               | 31,0               | Hoorn Terschelling, Vlieland |
| Langste zonneschijnduur (uur) | 1944              | 9,6               | De Bilt           |      | 1974               | 9,8                | Eelde                        |
| Langste neerslagduur (uur) | 1950              | 10,9              | De Bilt           |      | 2013               | 16,9               | Vlissingen                   |
| Hoogste etmaalsom van de neerslag (mm) | 2000              | 11,9              | De Bilt           |      | 2020               | 21,8               | Eelde                        |
| Laagste etmaalgemiddelde relatieve vochtigheid (%) | 2018              | 55                | De Bilt           |      | 2019               | 46                 | Arcen                        |
| Laagste uurwaarde luchtdruk op zeeniveau (hPa) | 1989              | 972,0             | De Bilt           |      | 1989               | 970,7              | Valkenburg ZH                |
| Hoogste uurwaarde luchtdruk op zeeniveau (hPa) | 1979              | 1041,4            | De Bilt           |      | 1979               | 1041,8             | Rotterdam                    |
| Officiële records worden altijd gemeten op het KNMI-weerstation in De Bilt. Landelijke records kunnen worden gemeten op elk officieel KNMI-weerstation in Nederland. |                   |                   |                   |      |                    |                    |                              |

Uitzonderlijke gebeurtenissen
- 1916 - Officieel laagste maximumtemperatuur in °C van het jaar gemeten in De Bilt: −2,6
- 1921 - Eerste landelijke zachte dag van het jaar gemeten in Maastricht (maximumtemperatuur ≥ 15 °C op een officieel weerstation)
- 1990 - Landelijk record hoogste maximumtemperatuur in °C gemeten op het inmiddels gesloten weerstation in Oost-Maarland: 20,4[10][11]
- 1991 - Eerste landelijke zachte dag van het jaar gemeten in Arcen, Eindhoven, Gilze-Rijen en Maastricht, (maximumtemperatuur ≥ 15 °C op een officieel weerstation)
- 2021 - Landelijk maandrecord hoogste etmaalgemiddelde temperatuur in °C van februari gemeten in Woensdrecht: 15,4
- 2021 - Landelijk maandrecord hoogste minimumtemperatuur in °C van februari gemeten in Wijk aan Zee: 12,6. Samen met 4 februari 2004
- 2023 - Officieel laagste uurwaarde luchtdruk op zeeniveau in hPa van februari dit jaar gemeten in De Bilt: 1005,3
- 2023 - Landelijk laagste uurwaarde luchtdruk op zeeniveau in hPa van februari dit jaar gemeten in Eelde: 1001,9

### België
Dagrecords
- 1956 - Laagste etmaalgemiddelde temperatuur −9,1 °C
- 1900 - Hoogste etmaalgemiddelde temperatuur 12,3 °C
- 1956 - Laagste minimumtemperatuur −16,2 °C. Meest laattijdige datum van de 20ste eeuw onder −15 °C.
- 2021 - Hoogste maximumtemperatuur 18,7 °C
- 1957 - Hoogste etmaalsom van de neerslag 15,2 mm

Uitzonderlijke gebeurtenissen
- 1990 - Maximumtemperatuur in Elsenborn (Bütgenbach): 17,0 °C
- 1997 - 75 mm neerslag in Ebly (Léglise)

<< · 1 · 2 · 3 · 4 · 5 · 6 · 7 · 8 · 9 · 10 · 11 · 12 · 13 · 14 · 15 · 16 · 17 · 18 · 19 · 20 · 21 · 22 · 23 · 24 · 25 · 26 · 27 · 28 · 29 · (30) · >>